# Mariel Zagunis
Mariel Leigh Zagunis (Portland, 3 de marzo de 1985) es una deportista estadounidense que compite en esgrima, especialista en la modalidad de sable.
Participó en cinco Juegos Olímpicos de Verano, entre los años 2004 y 2020, obteniendo en total cuatro medallas: oro en Atenas 2004, en la prueba individual, oro y bronce en Pekín 2008, en las pruebas individual y por equipos (junto con Sada Jacobson y Rebecca Ward), respectivamente, y bronce en Río de Janeiro 2016, en la prueba por equipos (junto con Ibtihaj Muhammad, Dagmara Wozniak y Monica Aksamit).
Ganó catorce medallas en el Campeonato Mundial de Esgrima entre los años 2000 y 2015.

## Palmarés internacional
| Juegos Olímpicos   | Juegos Olímpicos            | Juegos Olímpicos  | Juegos Olímpicos  |
| Año                | Lugar                       | Medalla           | Prueba            |
| ------------------ | --------------------------- | ----------------- | ----------------- |
| 2004               | Atenas (Grecia)             | Medalla de oro    | Sable individual  |
| 2008               | Pekín (China)               | Medalla de oro    | Sable individual  |
| 2008               | Pekín (China)               | Medalla de bronce | Sable por equipos |
| 2016               | Río de Janeiro (Brasil)     | Medalla de bronce | Sable por equipos |
| Campeonato Mundial |                             |                   |                   |
| Año                | Lugar                       | Medalla           | Prueba            |
| 2000               | Budapest (Hungría)          | Medalla de oro    | Sable por equipos |
| 2004               | Nueva York (Estados Unidos) | Medalla de plata  | Sable por equipos |
| 2005               | Leipzig (Alemania)          | Medalla de oro    | Sable por equipos |
| 2006               | Turín (Italia)              | Medalla de plata  | Sable individual  |
| 2006               | Turín (Italia)              | Medalla de plata  | Sable por equipos |
| 2009               | Antalya (Turquía)           | Medalla de oro    | Sable individual  |
| 2010               | París (Francia)             | Medalla de oro    | Sable por equipos |
| 2011               | Catania (Italia)            | Medalla de plata  | Sable individual  |
| 2011               | Catania (Italia)            | Medalla de bronce | Sable por equipos |
| 2012               | Kiev (Ucrania)              | Medalla de bronce | Sable por equipos |
| 2013               | Budapest (Hungría)          | Medalla de bronce | Sable por equipos |
| 2014               | Kazán (Rusia)               | Medalla de oro    | Sable por equipos |
| 2014               | Kazán (Rusia)               | Medalla de plata  | Sable individual  |
| 2015               | Moscú (Rusia)               | Medalla de bronce | Sable por equipos |